# Ante Puljić
Ante Puljić, est un footballeur croate, né le 5 novembre 1987 à Ljubuški en Yougoslavie, qui est aujourd'hui en Bosnie-Herzégovine. Il évolue actuellement au Bnei Sakhnin comme défenseur central.

## Biographie
Fin juillet 2015, il est mis à l'essai par le FC Sochaux-Montbéliard

## Palmarès
- La Gantoise
  - Championnat de Belgique
    - Vainqueur :  2015